# Phantom Ship
Phantom Ship (del inglés, buque fantasma) es una pequeña isla en el Lago del Cráter en el estado estadounidense de Oregón. Es un pilar de formación rocosa natural que debe su nombre a su parecido con un barco fantasma, especialmente en condiciones de niebla y poca luz.
La isla Phantom Ship está formada principalmente a partir de roca andesita que data de hace unos 400.000 años, parcialmente alterada por actividad hidrotermal. La isla está situada en el extremo sureste del lago del Cráter y proyecta más de 200 m (656 pies) fuera de la pared de la caldera . La isla mide 500 pies por 200 pies de tamaño. La vegetación es similar a la de la isla Wizard, excepto por el pino torcido (Pinus contorta), que está ausente en Phantom Ship Island. La isla forma parte de un cono de estratovolcán sumergido que sobresale irregularmente del agua. 